# Choszczno (stacja kolejowa)
Choszczno – stacja kolejowa w Choszcznie, w województwie zachodniopomorskim, w Polsce. 

## Ruch pasażerski
| Rok  | Wymiana pasażerska na dobę |
| ---- | -------------------------- |
| 2017 | 1 400                      |
| 2022 | 1 200                      |
| 2023 | 1 200                      |

Stacja znajduje się przy ulicy Kolejowej 1. Niedawno budynek dworca znajdował się w fatalnym stanie technicznym. W 2016 roku wyremontowano poczekalnię. 

## Połączenia
- Aleksandrów Kuj.
- Białystok
- Bydgoszcz
- Częstochowa
- Gliwice
- Jelenia Góra
- Katowice
- Kielce
- Kraków Główny
- Kutno
- Lublin
- Łódź
- Opole
- Piła Główna
- Poznań
- Przemyśl
- Radom
- Rzeszów
- Szczecin Główny
- Świnoujście
- Świnoujście Port
- Tarnów
- Terespol
- Toruń
- Warszawa
- Wrocław
- Zakopane